# Batasio affinis
Batasio affinis е вид лъчеперка от семейство Bagridae.

## Разпространение и местообитание
Видът е разпространен в Индия (Манипур) и Мианмар.
Обитава сладководни басейни, пясъчни дъна и реки.

## Описание
На дължина достигат до 7,4 cm.